# La Talaia (Rupià)
La Talaia és un nucli de població del municipi baix empordanès de Rupià. S'hi han fet troballes íbero-romanes.